# Koalition der Linken
Die Koalition der Linken (KdL, englisch Left Unity, LU, französisch Coalition des gauches, CG) war eine Fraktion im Europäischen Parlament zwischen 1989 und 1994. Sie bestand aus 14 Abgeordneten aus kommunistischen Parteien.
Vorgänger war die Fraktion der Kommunisten und Nahestehenden, die sich nach der Europawahl 1989 in die KdL und die eurokommunistische Fraktion der Vereinigten Europäischen Linken (VEL) aufspaltete. Nach der Europawahl 1994 ging die KdL in der Konföderalen Fraktion der Europäischen Unitaristischen Linken auf, die heute unter dem Namen Die Linke im Europäischen Parlament – GUE/NGL agiert.

## Mitglieder
| Land         | Partei                                    | Anzahl     | Abgeordnete |
| ------------ | ----------------------------------------- | ---------- | --- |
| Frankreich   | Parti communiste français                 | 7          | René-Emile Piquet, Sylviane Ainardi, Mireille Conception Domenech, Philippe Herzog, Francis Wurtz, Sylvie Mayer, Maxime François Gremetz (bis 11.02.1994), Jean Querbes (ab 12.02.1994)              |
| Griechenland | Synaspismos tis Aristeras kai tis Proodou | 3          | Alekos Alavanos, Vassilis Ephremidis (KKE ab 19.02.1992), Dimitrios Dessylas (NAR ab 08.03.1990) |
| Portugal     | Partido Comunista Português               | 3          | Joaquim Miranda, José Barros Moura (bis 18.12.1991), Rogério Brito (19.12.1991 bis 26.10.1993), José Barata Moura (ab 27.10.1993), Carlos Carvalhas (bis 21.10.1990), Sérgio Ribeiro (ab 22.10.1990) |
| Irland       | Workers’ Party                            | 1/–        | Proinsias De Rossa (bis 18.12.1991, Wechsel zur VEL) |
| Deutschland  | Partei des Demokratischen Sozialismus     | Beobachter | Sylvia-Yvonne Kaufmann (ab 11.03.1991) |

## Vorstand

### Vorsitzende
- René-Emile Piquet (25.07.1989 – 09.06.1991)
- Alekos Alavanos (10.06.1991 – 15.01.1992)
- René-Emile Piquet (06.01.1992 – 10.02.1993)
- Joaquim Miranda (11.02.1993 – 08.07.1994)

### Stellvertretende Vorsitzende
- Vassilis Ephremidis (25.07.1989 – 18.07.1994)
- Carlos Carvalhas (25.07.1989 – 21.10.1990)
- Proinsias De Rossa (25.07.1989 – 18.12.1991)
- Joaquim Miranda (31.01.1991 – 10.02.1993)
- René-Emile Piquet (11.02.1993 – 18.07.1994)

### Schatzmeister
- Proinsias De Rossa (25.07.1989 – 18.12.1991)
- Vassilis Ephremidis (16.01.1992 – 18.07.1994)